# Karl Paul Hensel
Karl Paul Hensel  (* 24. Januar 1907 in Jena; † 20. April 1975 in Marburg) war einer der einflussreichsten deutschen Ökonomen der Nachkriegszeit.

## Biografie
Karl Paul Hensel, Sohn eines Schneiders, begann nach Beendigung seiner Schulzeit zunächst eine Lehre als Schreiner, bis er 1926 an der Volkshochschule in Jena, die damals Adolf Reichwein leitete, erstmals mit wirtschaftswissenschaftlichen Vorlesungen in Berührung kam. Die ihn bewegende Frage „Was ist Kapitalismus, was Sozialismus“ motivierte ihn zu einem Studium der Volkswirtschaftslehre in Berlin, Marburg und Freiburg, wo er 1937 seine Doktorprüfung absolvierte. Nach einem Studienjahr an der London School of Economics und den Kriegsjahren nahm er 1947 seine wissenschaftliche Arbeit bei Walter Eucken in Freiburg wieder auf und habilitierte sich 1951 mit der grundlegenden Schrift „Einführung in die Theorie der Zentralverwaltungswirtschaft“, mit der er das Fundament für seine weiteren systemvergleichenden Arbeiten schuf und damit eine Schriftenreihe begründete, die bis heute unter dem Titel „Schriften zu Ordnungsfragen der Wirtschaft“ mit seither 105 Bänden (Verlag De Gruyter, Berlin) existiert.
1954 gründete er als Privatdozent an der Universität Freiburg die „Forschungsstelle zum Vergleich wirtschaftlicher Lenkungssysteme“, die er nach seiner Berufung zum Professor an die Philipps-Universität Marburg 1957 mitnahm und bis zu seinem Tode im Jahr 1975 leitete.
Hensel gilt als Begründer des wirtschaftlichen Systemvergleichs und damit der sogenannten „Marburger Schule“. Unter seiner Anleitung sind eine Habilitation, rund 90 Dissertationen und einige hundert Diplomarbeiten über Probleme der sozialistischen Länder und den Vergleich mit Marktwirtschaften entstanden. In zahlreichen Seminaren hat er seinen Studenten das Denken in ordnungstheoretischen und -politischen Alternativen für einen sachbezogenen Systemvergleich vermittelt. Der Schwerpunkt der wissenschaftlichen Arbeit Hensels  war eng mit der Philipps-Universität Marburg verbunden, die er 1965/66 auch als Rektor leitete.
Die Konfrontation der beiden im Nachkriegs-Deutschland realisierten Wirtschaftssysteme war für Hensel eine besondere wissenschaftliche Herausforderung, die „Grundformen der Wirtschaftsordnung: Marktwirtschaft – Zentralverwaltungswirtschaft“ (so der Titel seines 1972 erschienenen Buches) am konkreten Objekt zu untersuchen. Dies belegt auch seine langjährige Mitarbeit im „Forschungsbeirat für Fragen der Wiedervereinigung Deutschlands“, der 1975 aus politischen Gründen aufgelöst wurde.
Im Frühjahr 1968 lud Hensel seine Schüler in das kleine Südtiroler Bergdorf Radein zu einem mehrtägigen Doktorandenseminar ein und begründete damit eine Tradition, die sich bis heute großer Beliebtheit erfreut. Nach Hensels Tod 1975 wurde von seinen Schülern das internationale Forschungsseminar Radein e.V. gegründet, das in Deutschland und international große Beachtung gefunden hat. Es gilt bis heute als das älteste und einzige ordnungstheoretische und systemvergleichende Seminar dieser Art im deutschsprachigen Wirtschaftsraum und konnte 2017 sein 50-jähriges Jubiläum feiern – stets unter engem Bezug zu den Themen seines Gründervaters Hensel.
Die von K. Paul Hensel begründete Methode des Systemvergleichs ist nach wie vor aktuell und sollte Grundlage sein für den Vergleich unterschiedlicher europäischer und weltweiter Wirtschafts- und Gesellschaftssysteme.
Hensel war Mitglied im Verein für Socialpolitik, dessen Untertitel „Gesellschaft für Wirtschafts- und Sozialwissenschaften“ lautet, und in der Mont Pèlerin Society, einer internationalen Vereinigung liberaler Ökonomen.

## Werke (Auswahl)
- Einführung in die Theorie der Zentralverwaltungswirtschaft. Eine vergleichende Untersuchung idealtypischer wirtschaftlicher Lenkungssysteme an Hand des Problems der Wirtschaftsrechnung. Stuttgart 1959 [erste Auflage 1954]. 3. unveränderte Auflage 1979, Gustav Fischer Verlag, ISBN 3-437-50238-7
- Grundgesetz – Wirtschaftsordnungen. Eine ordnungstheoretische Studie. 1963.
  - nachgedruckt in: Nils Goldschmidt, Michael Wohlgemuth (Hrsg.): Grundtexte zur Freiburger Tradition der Ordnungsökonomik. Mohr Siebeck, Tübingen 2008. S. 255–272.
- Grundformen der Wirtschaftsordnung. Beck: 1. Aufl. 1972, 2. überarb. Aufl. 1974, 3. überarb. Aufl. 1978. Lit Verlag: 4. unveränd. Aufl. 1992, 5. unveränd. Aufl. 2015 (ISBN 9783643125903)

- Systemvergleich als Aufgabe. Fischer, Stuttgart 1977.